# Fritz Pfenninger
Fritz Pfenninger (født 15. oktober 1934, død 12. maj 2001) var er en cykelrytter fra Schweiz. Hans foretrukne disciplin var banecykling, hvor han blandt andet vandt EM-guld i omnium. På landevej vandt han sølv ved de nationale mesterskaber på landevej.
I mellem 1956 og 1970 vandt Pfenninger 33 seksdagesløb. De to første sejre kom i Danmark, da han i 1956 vandt løbet i Aarhus med makker Oscar Plattner, og året efter vandt han Københavns seksdagesløb sammen med Jean Roth.